# Gallués
Gallués in castigliano e Galoze in basco, è un comune spagnolo di 121 abitanti situato nella comunità autonoma della Navarra.